# Escurçana clavellada

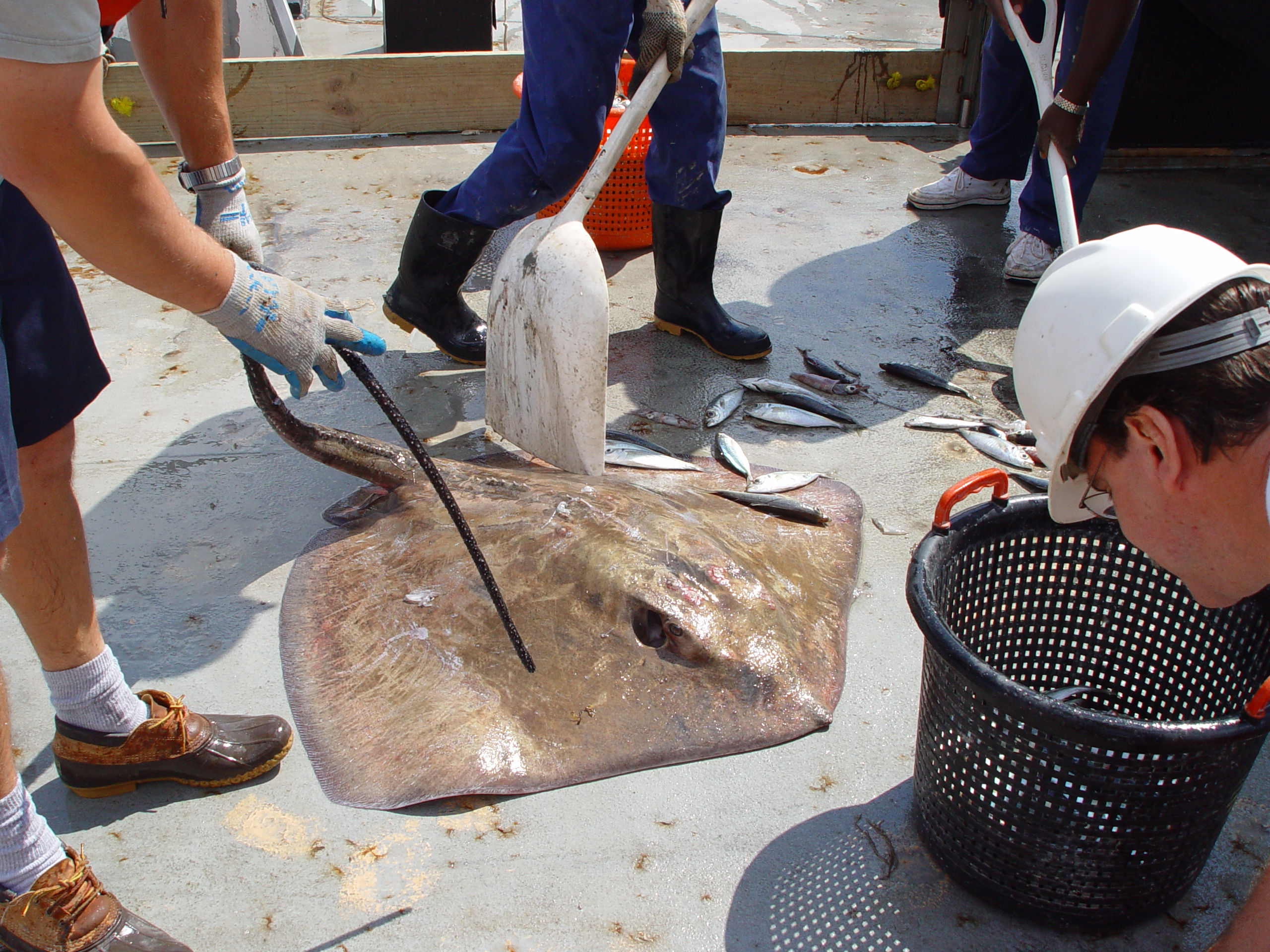
Exemplar capturat al Golf de Mèxic

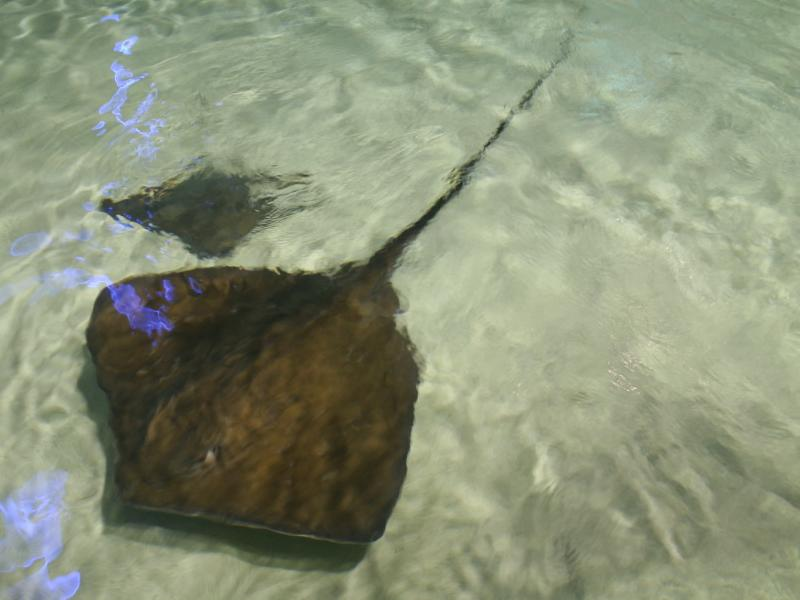
Exemplar fotografiat al National Aquarium de Baltimore (Maryland

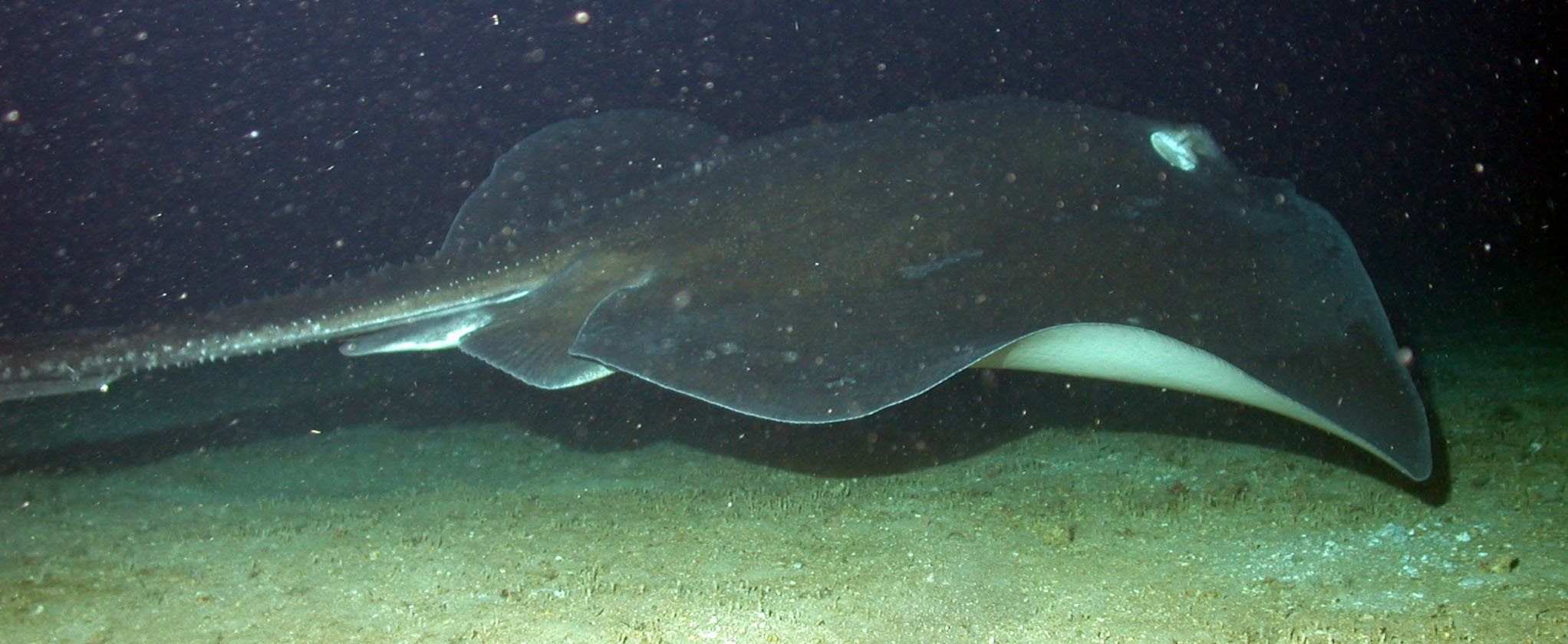
Exemplar del Golf de Mèxic

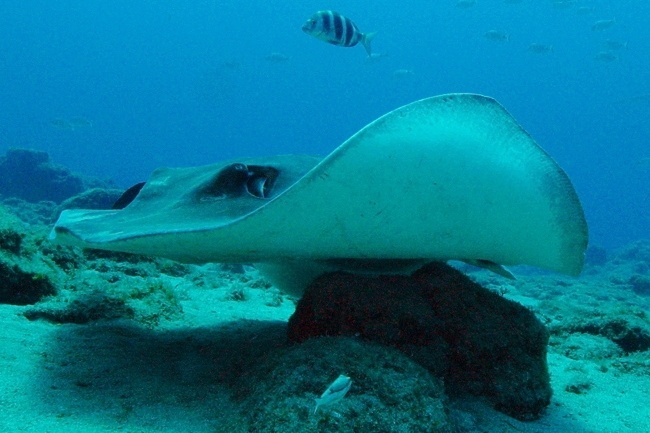
Escurçana clavellada

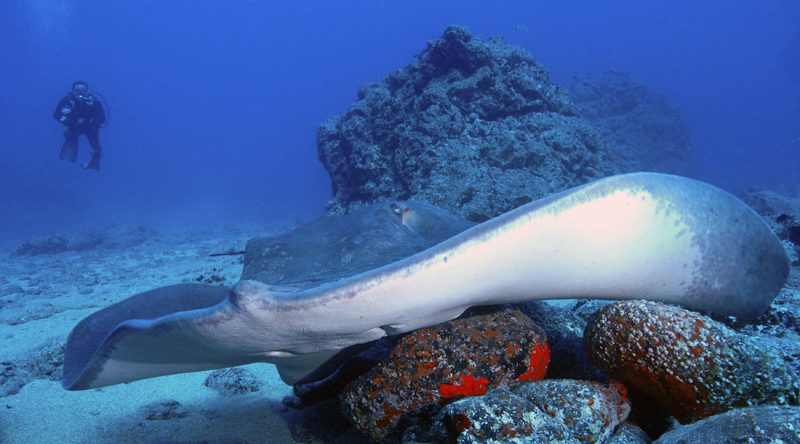
Exemplar fotografiat a Tenerife

L'escurçana clavellada, escurçana, escurçó, ferrassa o romeguera (Dasyatis centroura) és una espècie de peix marí de la família dels dasiàtids i de l'ordre dels myliobatiformes. S'utilitza també al llibre Tots els peixos del mar català la terminologia incorrecte de milà o tòtina clavellada.
Els adults poden assolir 220 cm de longitud total i 300 kg de pes. Menja invertebrats i peixos bentònics. És ovovivípar. És un peix de clima subtropical (45°N-35°S, 90°W-36°E) i demersal que viu entre 3–270 m de fondària, a l'oceà Atlàntic i la Mediterrània.
És perillós per als humans a causa del seu fibló verinós.
Dins l'àmbit de les reserves marines de les Illes Balears és una espècia protegida i a causa de la insatisfactòria situació de conservació en què es troben es regula la seva captura.

## Ús comercial
Les seues aletes es comercialitzen fresques, fumades o en salaó. També és utilitzat per a fer farina de peix i oli.